# Жосани (Мађешти)
Жосани (рум. Josani) насеље је у Румунији у округу Бихор у општини Мађешти. Oпштина се налази на надморској висини од 275 m.

## Становништво
Према подацима из 2002. године у насељу је живело 424 становника, од којих су сви румунске националности.